# Undulatodoliops
Undulatodoliops is een kevergeslacht uit de familie van de boktorren (Cerambycidae). De wetenschappelijke naam van het geslacht werd voor het eerst geldig gepubliceerd in 1968 door Breuning.

## Soorten
Undulatodoliops is monotypisch en omvat slechts de volgende soort:
- Undulatodoliops undulatofasciata (Breuning, 1947)